# Triathlon

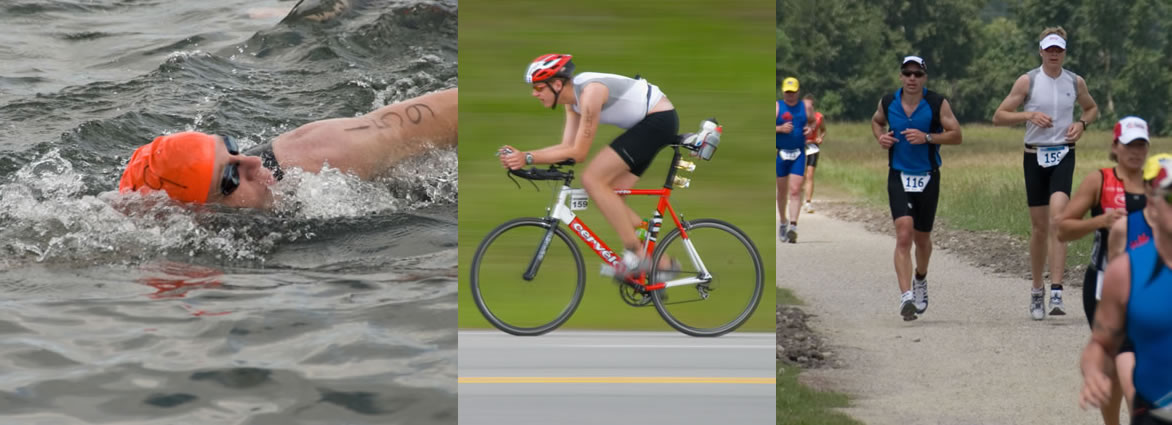
De tre delarna i triathlon: simning, cykling och löpning.

Triathlon är en uthållighetsidrott med de tre grenarna simning, cykling och löpning. Grenarna genomförs i en följd utan avbrott och den som är först i mål efter sista grenen (oftast löpning) vinner tävlingen. Växling sker mellan sim- och cykelmomentet (T1) samt mellan cykel- och löpmomentet (T2) i det speciella växlingsområdet där triathleten på sin reserverade plats förvarar cykel, löpskor samt kläder och tillbehör för de olika grenarna.
Träningssäsongen är uppdelad mellan off-season och tävlingssäsong, där målet under off-season är att långsiktigt bygga upp kondition, styrka och uthållighet genom övervägande uthållighetsträning och intervallträning för att ju närmare tävlingssäsongen man kommer mer lägga fokus på snabbhet. Varje delmoment kan tränas var för sig eller i så kallade "bricksessions" där man försöker vänja kroppen att växla mellan de olika momenten, främst mellan cyklingen och löpningen där benen ofta kan kännas stela och många upplever att de behöver flera kilometers löpning innan det rätta löpsteget kommer.

## Historik

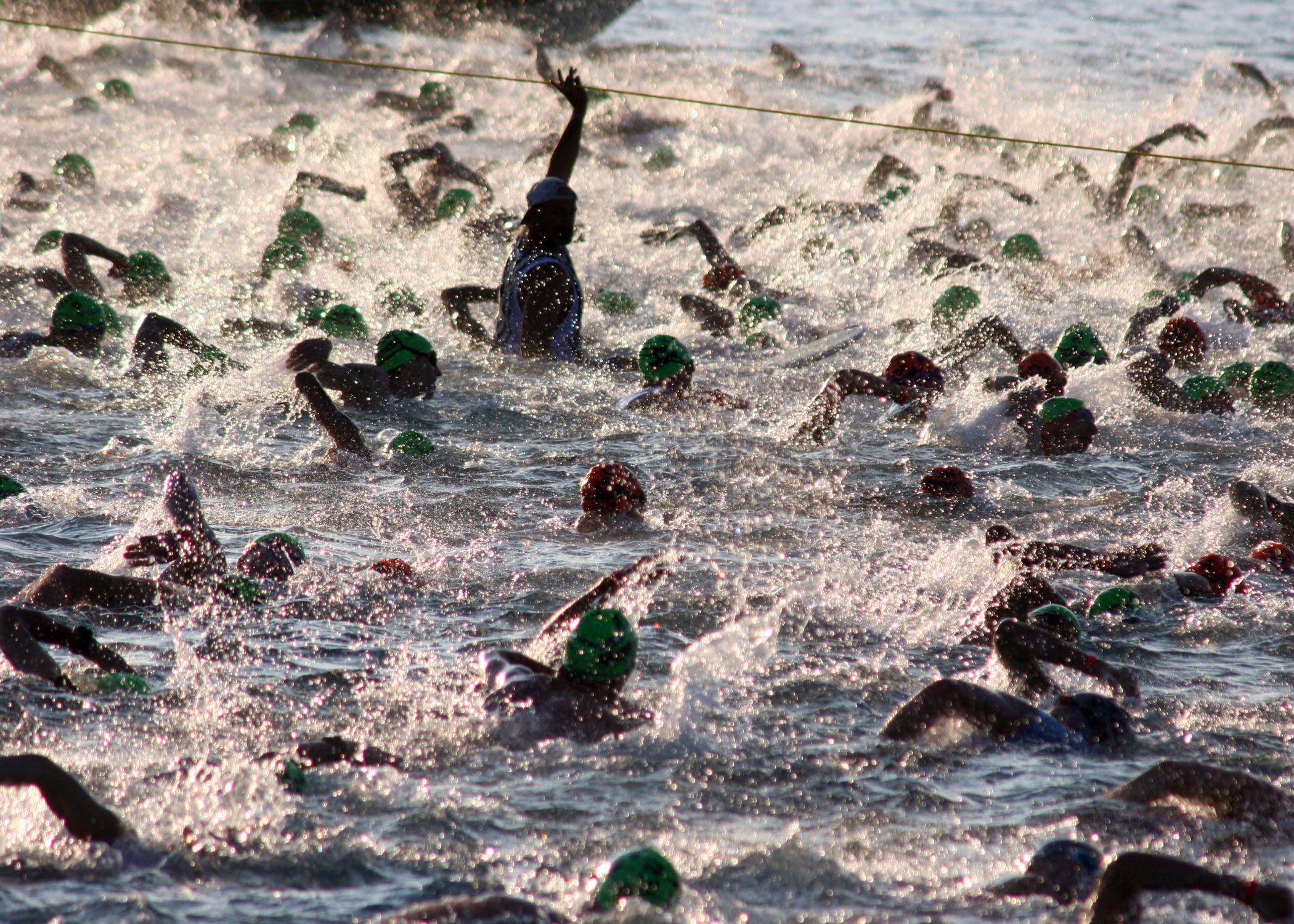
Simningsdelen i Ironman 2005.

Enligt Scott Tinley har triathlon sitt ursprung i Frankrike under 1920- eller 1930-talen och benämningen varierade mellan "Les trois sports" , "La course des Touche à Tout" och "La Course des Débrouillards" och hölls årligen i staden Meulan och Poissy. Enligt sportreportage från tiden bestod loppet av 3 km löpning, 12 km cykel och en avslutande simning över floden Marne och fullgjordes i en följd utan avbrott.

### Ironman
Modern triathlon har sitt ursprung i Mission Bay i San Diego i Kalifornien, där den lokala löparklubben genomförde ett sim-, cykel- och löplopp med 46 deltagare. På 1970-talet började namnet triathlon användas, vilket anspelar på biathlon, den engelska termen för skidskytte.
Den första moderna långdistanstriathlon är Ironman Hawaii med 3,86 km simning, 180,2 km cykel och 42 195 m löpning och hölls 1977. Tävlingen var resultatet efter en lång tids diskussioner mellan utövare av de tre sporterna som inte kunde enas vilken sport som var mest krävande och krävde den bäst tränade idrottsmannen. Förslaget kom att tvisten skulle lösas med ett lopp liknande det i San Diego, där man på Hawaii kombinerade tre redan existerande lopp: Waikiki Roughwater swim, Around-Oahu Bike Race och Honolulu Marathon. I reklam för den kommande tävlingen fanns följande citat, som nu är en slogan för Ironman.
"Swim 2.4 miles! Bike 112 miles! Run 26.2 miles! Brag for the rest of your life!" ("Simma 2,4 miles! Cykla 112 miles! Spring 26,2 miles! Skryt resten av livet!")

### Olympiska sommarspelen
År 2000 införlivades triathlon som en gren i OS. Endast sporter med tillräcklig spridning i världen får vara med och triathlon ansågs uppfylla kraven. 34 länder deltog i triathlon i OS 2000, och till 2008 har totalt 43 länder deltagit.

## Delmoment

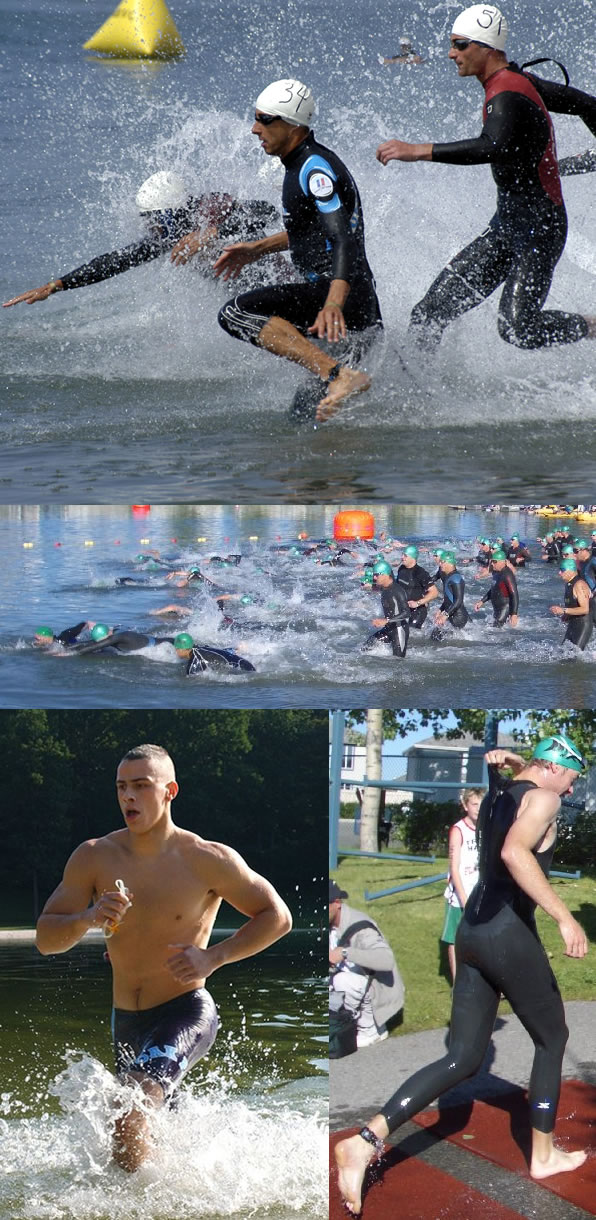
Simning är det första delmomentet.

### Simning
Simningen äger för det mesta rum i öppet vatten, alltså i havet, en sjö eller annan naturlig vattensamling. Det förekommer triathlon med simning i bassäng, men problemet är att det inte finns plats för särskilt många simmare samtidigt. Valfritt simsätt tillåts (frisim), och crawl används av alla elitdeltagare och alla andra som kan crawl bra, precis som vid frisim i bassäng. Crawl är det snabbaste simsättet och det sparar dessutom benen bättre än bröstsim, vilket är en fördel i triathlon.

### Cykel
Cyklingen äger normalt rum på asfaltsvägar. Man har då snabba racercyklar. Vanligen tillåts inte drafting (att ligga nära bakom en annan cyklist). Man måste då hålla en lucka på vanligen minst 10 m och göra omkörningar snabbt och med en meter i sidled. Anledningen till att drafting vanligen inte tillåts är av säkerhetsskäl, att undvika stora klungvurpor och låta deltagarnas cykelstyrka vara avgörande. Under långdistanslopp, längre än olympisk distans, är alltid drafting förbjuden och tiometersregeln gäller. Vägarna måste vara avstängda för trafik om drafting ska tillåtas. På världselitnivå och på vissa nationella lopp på upp till olympisk distans tillåts drafting och då liknar det mer vanliga cykellopp där taktik och samarbete spelar stor roll. Detta för att man vill följa allmänna tävlingsregler i respektive gren. Man har dock inte samma samarbete som i cykelsporten, inga regelrätta hjälpryttare. Sportdryck brukar delas ut under cyklingen om den är minst 90 km, annars får man klara sig på medhavda flaskor. Under lopp utan drafting är tempocykel tillåten medan man under draftinglopp måste ha en linjecykel, en lite båge är dock tillåten men den får inte sticka fram framför bromshandtagen.

### Löpning

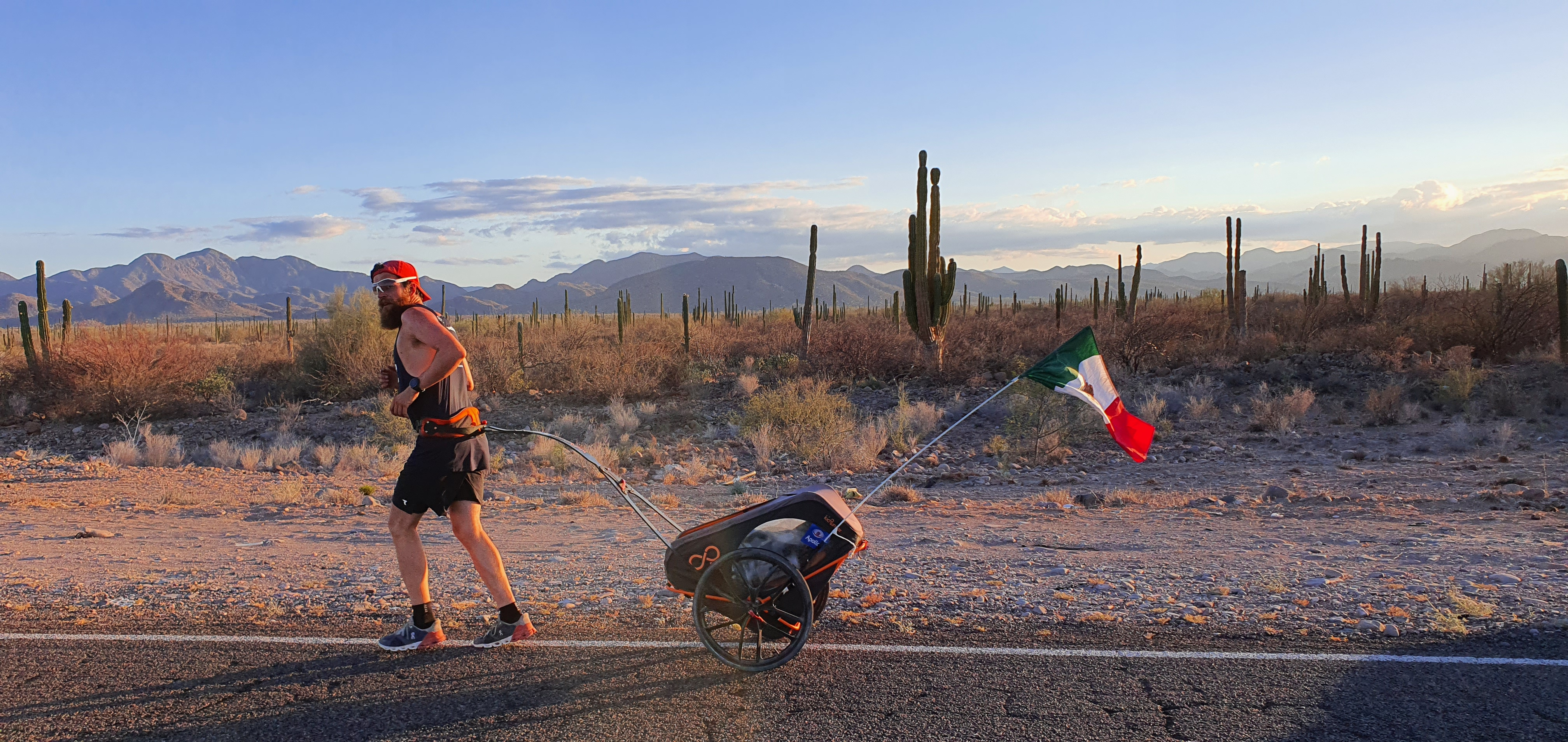
Jonas Deichmann sätter nytt världsrekord för världens längsta triathlon.

Löpningen brukar äga rum på asfalt eller grus. Efter cyklingen är benen ansträngda så det går tyngre i början än på rena löptävlingar.

### Växling
Vid växlingarna byter man utrustning för att det ska passa den nya grenen. Växlingarna brukar kallas T1 (Transition one; sim till cykel) och T2 (Transition two; cykel till löpning). Man får inte cykla i växlingsområdet utan man får springa med cykeln. Cykelhjälm måste vara på när man springer med cykeln. På korta lopp försöker man prioritera snabbhet vid växlingarna. Elitdeltagare har till exempel inte strumpor, för det tillåts inte i simning och tar tid att ta på sig. Andra vanliga detaljer är till exempel att man sätter på cykelskor på pedalerna i förväg och stoppar i fötterna under pågående cykling. På långa lopp tar man mer tid på sig och försöker förbereda sig väl för respektive gren. Till exempel tar de flesta på sig strumpor, för att minska risken för skavsår. Man byter ofta kläder vilket inte görs på korta lopp.

## Distanser
Distanserna varierar mellan olika tävlingar men de vanligaste är:
| Distanser                   | Simning (m) | Cykling (km) | Löpning (km) |
| --------------------------- | ----------- | ------------ | ------------ |
| Supersprint                 | 200         | 10           | 2,5          |
| Motionsdistans              | 400         | 20           | 5            |
| Sprintdistans               | 750         | 20           | 5            |
| Olympisk distans            | 1500        | 40           | 10           |
| Medeldistans (halv Ironman) | 1930        | 90           | 21,1         |
| Långdistans                 | 4000        | 120          | 30           |
| Ironman                     | 3860        | 180          | 42,2         |

## Tävlingar

Triathlons ikon i de olympiska spelen.

Den distans som gäller på de Olympiska spelen är Olympisk distans. Triathlon har funnits i OS sedan år 2000. På VM, EM och SM finns förutom Olympisk distans även Sprintdistans och Långdistans.
Ironman-VM i Ironman Hawaii är tillsammans med OS de mest kända triathlontävlingarna. I en Ironmantävling är distanserna 3,86 km simning, 180 km cykling och avslutningsvis ett maratonlopp, det vill säga 42 195 meter löpning.
Den enda tävlingen i Sverige på Ironman-distansen är Kalmar Triathlon, som går i augusti varje år. Ironman är ett skyddat varumärke och får endast användas med kontrakt med varumärkesinnehavaren. Kalmar har fr.o.m. 2012 Ironman-status.
Olympisk distans och sprintdistans är de vanligaste distanserna på tävlingar. Även Halv Ironman är en ganska vanlig distans och på den hålls 3-4 st i Sverige per år.

### Olympiska mästare
| År   | Damer            | Damer      | Herrar               | Herrar         | Artikel                                   |
| ---- | ---------------- | ---------- | -------------------- | -------------- | ----------------------------------------- |
| 2000 | Brigitte McMahon | Schweiz    | Simon Whitfield      | Kanada         |                                           |
| 2004 | Kate Allen       | Österrike  | Hamish Carter        | Nya Zeeland    | Triathlon vid olympiska sommarspelen 2004 |
| 2008 | Emma Snowsill    | Australien | Jan Frodeno          | Tyskland       | Triathlon vid olympiska sommarspelen 2008 |
| 2012 | Nicola Spirig    | Schweiz    | Alistair Brownlee    | Storbritannien | Triathlon vid olympiska sommarspelen 2012 |
| 2016 | Gwen Jorgensen   | USA        | Alistair Brownlee    | Storbritannien | Triathlon vid olympiska sommarspelen 2016 |
| 2020 | Flora Duffy      | Bermuda    | Kristian Blummenfelt | Norge          | Triathlon vid olympiska sommarspelen 2020 |

### Ironman-serien
Utöver Ironman Hawaii finns det ytterligare 24 tävlingar (år 2010) i Ironman-serien på full Ironman-distans. Ironman-tävlingar är tuffa och varje deltagare deltar oftast i högst två-tre per år. Man måste kvalificera sig till Ironman Hawaii i en annan Ironman-tävling. Ironman-varumärket ägs av det amerikanska företaget WTC. Från och med år 2012 finns en Ironman-tävling i Sverige, Kalmar Triathlon.
Det finns en parallell serie tävlingar på halv Ironman-distans, kallade Ironman 70.3 (siffran är total längd i miles). Det är 57 tävlingar (år 2012) inklusive ett avslutande VM som sedan 2011 hålls utanför Las Vegas, USA. Även här är det WTC som har rättigheterna till namnet Ironman.

### Världsmästerskap
Världsförbundet ITU håller tre VM varje år. Dels på olympisk distans, som sedan 2009 är en serie på 8 tävlingar. Dels på lång distans (antingen dubbla eller tredubbla olympiska distansen), och sedan 2010 på sprintdistans, halva den olympiska distansen. År 2010 vann Lisa Nordén, Sverige VM på sprintdistans. 2012 vann Lisa Nordén hela VM-serien. Se ITU World Championships på engelska Wikipedia för mer information om VM.

#### VM i Stockholm
Mellan 2012 och 2017 gick en av ITU:s VM-deltävlingar i Sverige och Stockholm - Vattenfall World Triathlon Stockholm.

### Andra långdistanstävlingar
Förutom Ironman-serien finns en konkurrerande serie tävlingar på Ironman-distans och halv Ironman-distans som kallas Challenge-serien. Det var 2011 åtta tävlingar på Ironman-distans, varav fem i Europa (en i Köpenhamn, Danmark).
Dessutom finns ett antal ytterligare tävlingar på långdistans, till exempel Norseman Xtreme Triathlon i Norge.

### Svenska mästerskap
Se Svenska mästerskap i triathlon.

### Svenska Cupen
Se Svenska Cupen i triathlon